# Тепловой двигатель

Тепловой двигатель преобразует часть теплоты горячего источника в работу, отдавая остальную холодному источнику.

Тепловой двигатель — тепловая машина, использующая теплоту от внешних источников (двигатель внешнего сгорания) или получаемую при сгорании топлива внутри двигателя (в камере сгорания или цилиндрах двигателя внутреннего сгорания) для преобразования в механическую энергию (поступательное движение либо вращение выходного вала).
В соответствии с законами термодинамики, такие двигатели имеют коэффициент полезного действия меньше единицы, что означает неполное преобразование теплоты в механическую энергию. Смотря по конструкции двигателя, от 40 % до 80 процентов поступающей (или выделяющейся внутри) энергии покидает машину в виде низкотемпературной теплоты, которая в ряде случаев используется для обогрева салона (наземный транспорт — автомобили с водяным охлаждением двигателя и автобусы), жилых зданий и сооружений (для неподвижных стационарных двигателей или же для ТЭЦ и АТЭЦ), либо просто выбрасывается в окружающую среду (авиационные двигатели, маломощные двигатели мотоинструмента (бензопилы, газонокосилки, триммеры, путевые шуруповёрты, виброплиты, культиваторы, мотоблоки), двигатели мотоциклов, скутеров, мопедов, квадроциклов, гидроциклов, лодочных моторов, автомобилей с воздушным охлаждением (ЗАЗ-965, Volkswagen Beetle) и подобные, конденсационные электростанции, АЭС), возможна и тригенерация, как на газопоршневых электростанциях в комбинации с абсорбционной холодильной машиной. В таких случаях говорят о коэффициенте использования тепла топлива, который выше КПД самого двигателя.
Важным аспектом любого теплового двигателя является вид и количество потребляемого им топлива, а также обусловленное этим загрязнение окружающей среды. Паросиловые установки (тепловые двигатели, работающие по циклу Ренкина), преобразующие теплоту атомного реактора (или использующие геотермальную энергию), термодинамические радиоизотопные генераторы (использующие двигатель Стирлинга или также цикл Ренкина, и получающие теплоту от радиоактивного источника, обладающего очень большой активностью) и солнечные электростанции термодинамического типа топлива не сжигают, остальные же зависят от имеющихся энергоносителей, которые во многих случаях транспортируются издалека. Совокупность имеющихся в государстве тепловых двигателей (преобразующих энергию для вторичных двигателей, обычно электрическую), мест добычи топлива и транспортной инфраструктуры для его транспортировки называется топливно-энергетическим комплексом. Тепловые двигатели являются первичными, в отличие от вторичных (электрические, гидромоторы, и другие, получающие энергию от первичных).

## Теория
Работа, совершаемая двигателем, равна:
{\displaystyle A=Q_{H}-\left|Q_{X}\right|\ }, где:
- {\displaystyle Q_{H}} — количество теплоты, полученное от нагревателя,
- {\displaystyle Q_{X}} — количество теплоты, отданное охладителю.

Коэффициент полезного действия (КПД) теплового двигателя рассчитывается как отношение работы, совершаемой двигателем, к количеству теплоты, полученному от нагревателя:
{\displaystyle \eta ={\frac {\left|Q_{H}\right|-\left|Q_{X}\right|}{\left|Q_{H}\right|}}=1-{\frac {\left|Q_{X}\right|}{\left|Q_{H}\right|}}}
Часть теплоты при передаче неизбежно теряется, поэтому КПД двигателя менее 1. Максимально возможным КПД обладает двигатель Карно. КПД двигателя Карно зависит только от абсолютных температур нагревателя({\displaystyle T_{H}}) и холодильника({\displaystyle T_{X}}):
{\displaystyle \eta _{K}={T_{H}-T_{X} \over T_{H}}=1-{T_{X} \over T_{H}}}
Однако, смотря по устройству двигателя, его теоретический КПД может быть меньше такого для цикла Карно. Так, для наиболее распространённого двигателя Отто, работающего по циклу Отто, теоретический КПД цикла составляет:
{\displaystyle \eta =1-{\frac {1}{n^{k-1}}}}, где:
- {\displaystyle n=V_{1}/V_{2}} — степень сжатия,
- {\displaystyle k} — показатель адиабаты.

Так называемый индикаторный КПД меньше теоретического, что показывает несовершенство осуществляемого цикла (отличие индикаторной диаграммы от теоретической ввиду потерь теплоты в стенки, отличного от нуля времени нагрева газа, наполнения и очистки цилиндра).
В свою очередь, эффективный КПД (учитывающий все потери, до выходного вала) ещё меньше на сумму механических потерь и потерь на привод систем двигателя (масляный насос, системы газораспределения, охлаждения и другие — в зависимости от устройства).

## Циклы тепловых двигателей
Почти любая спроектированная конструкция теплового двигателя использует термодинамический цикл, показывающий изменение состояния рабочего тела. Это не относится к твердотельным двигателям, у которых меняется состояние конструкции двигателя, а не газа или жидкости внутри него. Наиболее широко известны цикл Ренкина, регенеративный цикл (паровые машины), классический цикл Отто, цикл Дизеля.

## Тепловые двигатели внешнего сгорания
Такие двигатели получили распространение раньше, ввиду неприхотливости к виду топлива, более простому устройству, ненужности в ранних вариантах (паровая машина) систем запуска, зажигания, охлаждения. Дали мощный импульс индустриализации, поскольку с их помощью были механизированы шахты, швейные и другие фабрики, затем транспорт (железная дорога). Улучшенные новые схемы таких двигателей обеспечивают мир большей частью вырабатываемой электроэнергии (ТЭС, АЭС, ТЭЦ, солнечные электростанции с нагревом котла). Новейшие модели паровозов до сих пор имеют применение ввиду простоты и потреблению древесной пыли в качестве топлива. Некоторые (двигатель Стирлинга) получили применение в космических кораблях.

### Паровая машина
Тепловой двигатель, в котором потенциальная энергия водяного пара преобразуется в механическую работу поршня, движущегося возвратно-поступательно или вращательно под давлением пара в закрытом цилиндре. Любая паровая машина является поршневой, а не поршневых паровых машин не бывает. Всегда работает в связке с паровым котлом, являющимся для самой паровой машины внешним источником тепла.

Паровая машина есть наиболее старый тепловой двигатель, первые конструкции которого относятся к XVII веку. Использовалась вначале исключительно в стационарном применении (насосы для рудничных вод, привод вагонеток), затем была установлена на такие транспортные средства, как паровоз, пароход, паромобиль. Легко реверсируется. Имеет широкий диапазон рабочих скоростей с умеренным КПД (ранние версии около 4 %, наиболее поздние 12..14 %.

### Паровая турбина
Тепловой двигатель, в котором в котором потенциальная энергия водяного пара преобразуется в кинетическую, а та, в свою очередь, преобразуется в механическую энергию вращения вала. Работа паровой турбины основана на расширении водяного пара, подаваемого через сопла на лопаточную машину турбины, что за счёт кинетической энергии струй пара, воздействующих на рабочие лопатки, и обеспечивает механическую работу на валу турбины.

Всегда работает в связке с паровым котлом или парогенератором, являющимся для самой паровой турбины внешним источником тепла.

Применяется в мощных промышленных теплоэнергетических установках: на тепловых и атомных электростанциях, где хороший КПД паровых турбин поддерживается за счёт высоких показателей (температура, давление) пара и режима работы агрегата, близкого к максимальной мощности.

### Двигатель Стирлинга
Тепловой двигатель, в котором рабочее тело в виде газа движется в замкнутом объёме, за счёт периодического нагрева и охлаждения с извлечением энергии из возникающего при этом изменения давления. Может работать не только от сжигания топлива, но и от любого источника тепла. Применение: суда, стационарные энергетически установки, космические аппараты.

## Тепловые двигатели внутреннего сгорания
Двигатели внутреннего сгорания, а ранее Двигатели внутреннего горения — собирательное обозначение любых тепловых двигателей, преобразующих в работу химическую энергию топлива за счёт его сгорания внутри самого двигателя в специально сконструированной для этих целей камере сгорания, органически входящей в конструкцию самого двигателя и являющейся его неотъемлемым элементом. Рабочим телом в любых тепловых двигателях внутреннего сгорания всегда являются продукты сгорания топлива. Работа расширения газообразных продуктов сгорания в таких двигателях организована по-разному, и может происходить за счёт вращения вала, за счёт реактивной струи из продуктов сгорания или комбинировано. Различают следующие типы тепловых двигателей внутреннего сгорания: поршневые, в которых работа расширения газообразных продуктов сгорания производится в цилиндре (воспринимается поршнем, возвратно-поступательное движение которого преобразуется во вращательное движение коленчатого вала) или используется непосредственно в машине, приводимой в действие; газотурбинные, в которых работа расширения продуктов сгорания воспринимается рабочими лопатками ротора; реактивные, в которых используется реактивное давление, возникающее при истечении продуктов сгорания из сопла.
Тепловые двигатели внутреннего сгорания являются более поздними и сложными конструкциями тепловых двигателей. Они обладают высокими удельными массовыми показателями, поэтому получили основное применение на транспорте. В силу интенсивного рабочего процесса имеют меньшую теплопередачу в стенки, что даёт более высокий термический КПД. Единственные двигатели, обеспечивающие полёты, включая космические (вывод на орбиту).

### Поршневой двигатель внутреннего сгорания
Тепловой двигатель, преобразующий теплоту сгорания топлива в механическую работу посредством сжигания предварительно сжатой топливо-воздушной смеси внутри цилиндра с возвратно поступательно или вращательно движущимся поршнем.
Наиболее распространённый (по числу) тепловой двигатель. Является основным типом двигателя для любых наземных моторных транспортных средств, от мопедов до тепловозов. Также применяется в средствах малой механизации, в мобильных электростанциях, на речных и морских судах в качестве основного двигателя или двигателя экономичного хода. Особенностью является хороший КПД в широких диапазонах мощности.

### Газотурбинный двигатель

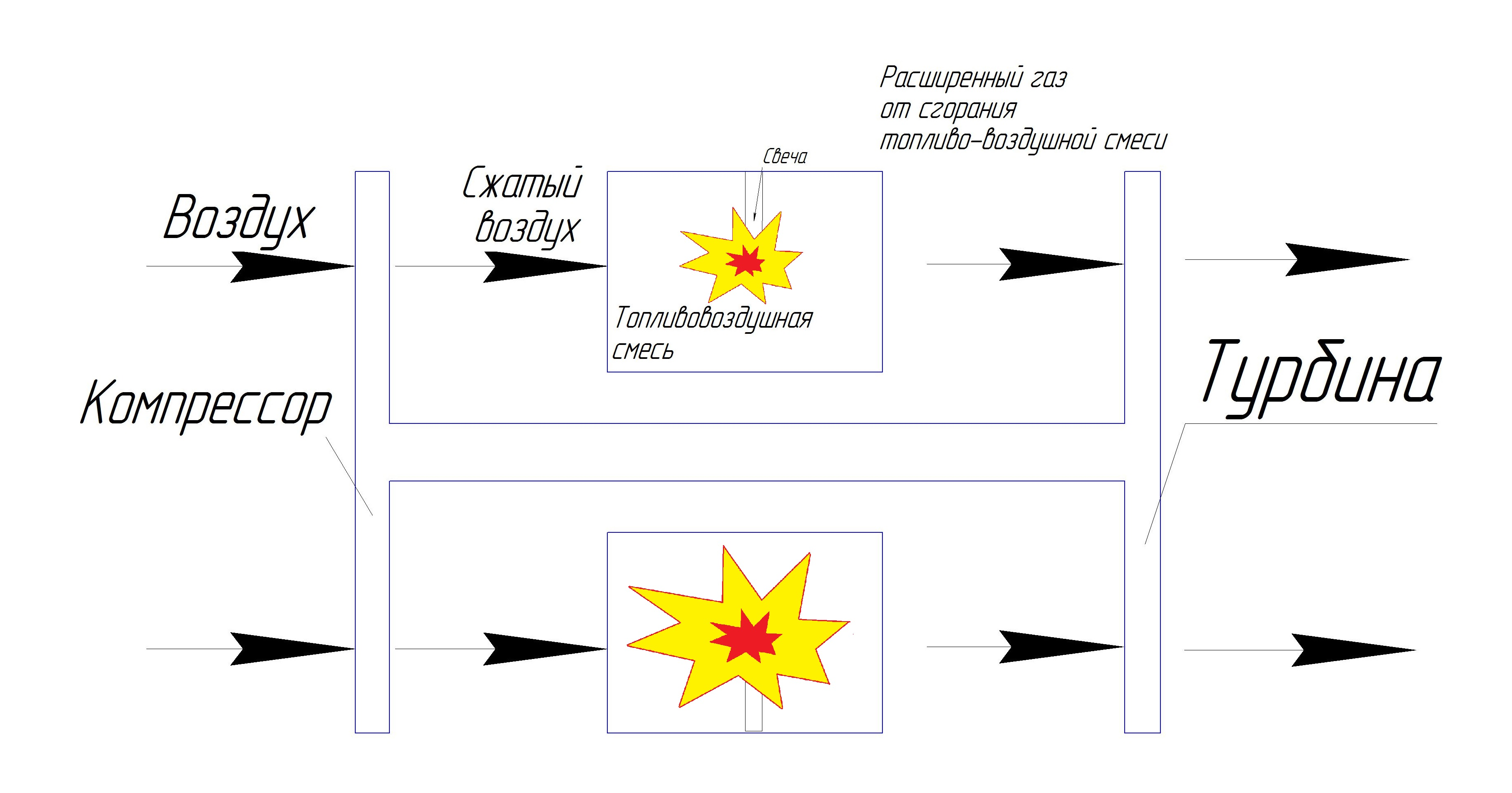
принципиальная схема любого газотурбинного двигателя

Тепловой двигатель, преобразующий теплоту сгорания топлива в кинетическую энергию реактивной струи или в механическую работу на валу, основными элементами которого являются турбокомпрессор и камера сгорания. Применяется в стационарных энергетических установках и в качестве двигателя различных транспортных машин. Наиболее известное применение — реактивная авиация. Имеет сравнительно узкий диапазон мощностей с достаточным КПД, зато более высокие массогабаритные показатели относительно поршневых ДВС.

### Реактивный двигатель
Одновременно является движителем (отдаёт мощность в виде поступательного движения газа). Применяется в авиации (реактивный самолёт) и космонавтике (химический ракетный двигатель). Способен работать в безвоздушном пространстве (в камеру сгорания подаётся как топливо, так и окислитель).

## Нетипичные тепловые двигатели
Под классификацию тепловых двигателей внутреннего сгорания также попадает огнестрельное оружие, дизель-молот и свободнопоршневой генератор газа.

### Твёрдотельные двигатели
Такие двигатели используют твёрдый материал (вещество в твёрдой фазе) в качестве рабочего тела. Работа совершается при изменении формы рабочего тела. Позволяют использовать малые перепады температур.
Примеры:
- Johnson thermoelectric energy converter (JTEC) — использует электрохимическое окисление и восстановление водорода в паре ячеек, реализует тепловой цикл, приближенный к циклу Джона Эрикссона[14]
- металлические двигатели, использующие изменение формы различных твердых сплавов из-за температуры, например составов с памятью формы или теплового расширения твердых тел[15]